# Joaquín López Puigcerver
Joaquín López Puigcerver (València, 18 de novembre de 1841 - † Madrid, 28 de juny de 1906) fou un advocat i polític espanyol, va ser Ministre d'Hisenda, Ministre de Foment, Ministre de Gràcia i Justícia i ministre de Governació durant la regència de Maria Cristina d'Habsburg-Lorena i novament ministre de Gràcia i Justícia durant el regnat d'Alfons XIII.
Era fill de Joaquín María López e Ibáñez, advocat de Carlet que el 1857 s'instal·là a Madrid i arribaria a ser magistrat del Tribunal Suprem d'Espanya. Joaquín López Puigcerver estudià dret a Madrid, on es llicencià el 1862 i es posà sota la tutela de Segismundo Moret y Prendergast.
El 1870 ingressà al Partit Democràtic de Nicolás María Rivero, que abandonà el 1871 per passar al Partit Radical amb el qual fou elegit diputat pel districte de Santa Fe (Granada) (on havia estat comptador municipal) a les eleccions generals espanyoles d'agost de 1872. El desembre de 1872 fou Director General de Contribucions del Ministre d'Hisenda José de Echegaray.
Tot i que votà a favor de la proclamació de la Primera República Espanyola s'allunyarà de la política activa, encara que el gener de 1874 fou novament Director General de Contribucions. Des de 1879 fou vocal de l'Associació per a la Defensa dels Aranzels, tot defensant una política lliurecanvista. Retornarà a la política en obtenir l'escó pel districte de Getafe a les eleccions generals espanyoles de 1881 amb el grup democràtic monàrquic de Moret (després Izquierda Dinástica). Fou Sotssecretari d'Hisenda sota el ministeri de José Gallostra y Frau (1883-1884).
A les eleccions generals espanyoles de 1884 i 1886 fou elegit diputat del Partit Liberal Fusionista per Almeria i Múrcia. Des de les eleccions generals espanyoles de 1891 i fins a les celebrades en 1905, tornarà a obtenir acta de diputat pel districte de Getafe.
Va ser ministre d'Hisenda entre el 2 d'agost de 1886 i l'11 de desembre de 1888 i entre el 4 d'octubre de 1897 i el 4 de març de 1899. Durant el seu mandat va reduir la tributació sobre l'agricultura rebaixant-ne l'impost sobre consums, de tal manera que desplaçà la càrrega impositiva que requeia sobre l'agricultura cap a la indústria i el comerç. El 1887 va crear la Companyia Arrendatària de Tabacs (futura Tabacalera SA) i el 1888 creà l'impost que gravava alcohols i licors.
Així mateix va ser ministre de Gràcia i Justícia en tres ocasions: entre el 21 de gener i el 5 de juliol de 1890, entre el 15 de novembre i el 6 de desembre de 1902 i entre el 31 d'octubre i l'1 de desembre de 1905. També va ser ministre de Governació entre el 14 d'octubre de 1893 i el 12 de març de 1894 i, finalment, va ser ministre de Foment entre el 4 de novembre de 1894 i el 23 de març de 1895. Durant aquest temps deixà de donar suport al seu mentor Moret i es posà de part d'Eugenio Montero Ríos.
Endemés dels càrrecs ministerials també fou administrador i lletrat del Banc Hipotecari des del 1892, membre de la Reial Acadèmia de Jurisprudència i Legislació des de 1891, president de la Societat General Sucrera d'Espanya del 1903 fins a la seva mort i membre del Consell d'Estat d'Espanya des del 1905.